# Автошлях Р 25
Автошлях P 25 — автомобільний шлях регіонального значення на території України, довжиною 53 км, пролягає від Сімферополя до Євпаторії. Проходить через населені пункти: Укромне, Родникове, Новий Мир, Скворцове, Чоботарка, Оріхове, Саки. Загальна довжина — 53 км.